# Bertoldo di Giovanni

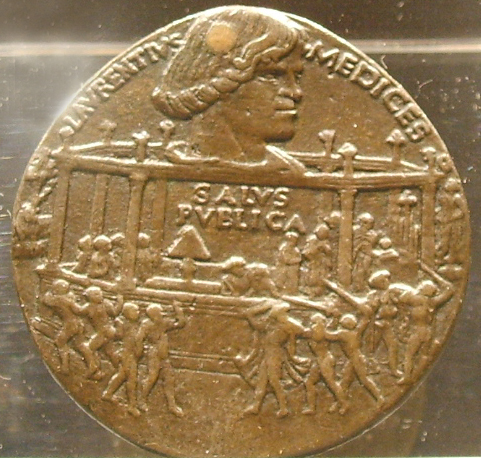
Conspiracy of the Crazy medalha de Bertoldo di Giovanni

Bertoldo di Giovanni (Florença, entre 1435/40 – Poggio a Caiano, 30 de dezembro de 1491) foi um escultor italiano e medalhista.
Nada é conhecido da família Bertoldo, portanto suspeita-se que Bertoldo di Giovanni seja filho ilegítimo de Cosimo de Médici, sendo, portanto, sobrinho de Lorenzo de Médici.